# Seminari-Laboratori de Pedagogia
El Seminari-Laboratori de Pedagogia (1918 - 1921) fou dirigit per la pedagoga Maria Montessori, creat per l'Institut d'Estudis Catalans a Barcelona i dotat per la Mancomunitat de Catalunya.

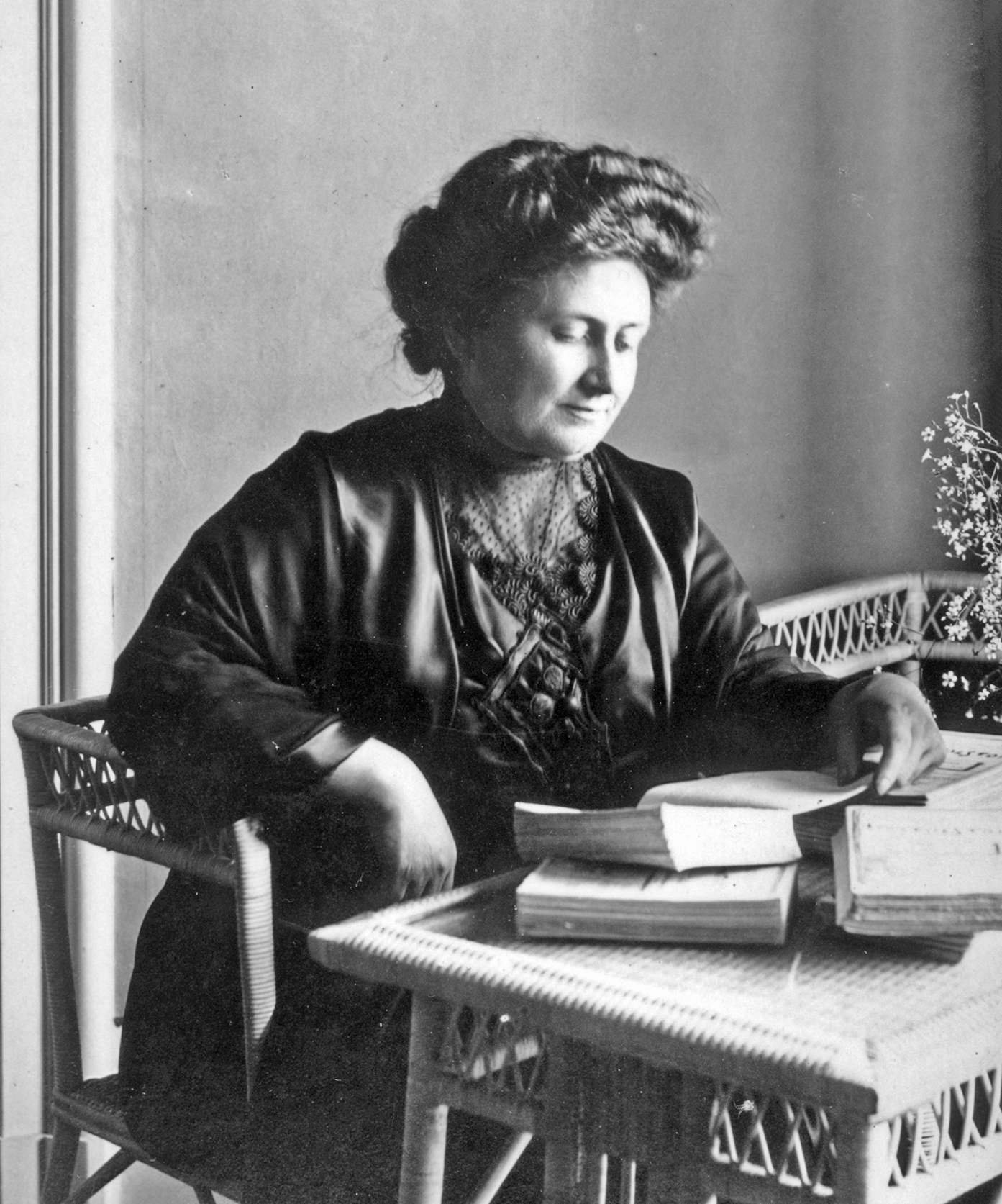
Maria Montessori directora del Seminari-Laboratori de Pedagogia (1918-1921).

L'àmplia acceptació que el mètode Montessori comptava a Barcelona i a Catalunya va fer inclinar a la prestigiosa pedagoga italiana a acceptar-ne la direcció i a traslladar la seva residència a la capital catalana. El 1916 s'havia realitzat el Curs Internacional Montessori a Barcelona.
La doctora Montessori, comptà en aquesta empresa amb la col·laboració d'Antoni Batlle i Mestre, com agregat i Joan Alzina i Melis i Lluís Folch i Torres com a assistents.
El Seminari-Laboratori de Pedagogia fou instal·lat a l'Escola Montessori, centre experimental de la Mancomunitat de Catalunya i després es traslladà prop de les escoles montessorianes de la Casa de Maternitat.
Es vinculava així aquest àmbit d'investigació pedagògica al mètode de la pedagoga italiana fet que, a parer d'Alexandre Galí, no era un bon plantejament.
Probablement de la recerca d'aquest període en són fruit les obres Psico-Aritmética. La aritmética desarrollada con arreglo a las directrices señaladas por la psicologia infantil i Psico- Geometría. El estudio de la geometría basado en la psicología infantil, publicats en castellà per l'editorial Araluce l'any 1934.
Maria Montessori romangué al capdavant del Seminari-Laboratori de Pedagogia fins al 1921, any en què diferències amb la Mancomunitat i l'Institut d'Estudis Catalans portaren a la seva renúncia de la direcció.
La pedagoga italiana continuà residint a Barcelona fins al cop d'estat militar de 1936 que inicià la Guerra Civil.